# Partido Socialista Polaco
El Partido Socialista Polaco (en polaco: Polska Partia Socjalistyczna) PPS) fue un partido político izquierdista de Polonia. Fue uno de los más importantes partidos en Polonia desde su fundación en 1892 hasta su disolución en 1948, cuando se fusionó con el Partido Obrero Polaco para formar el Partido Obrero Unificado Polaco. Un partido con el mismo nombre fue fundado en 1987, con escasa incidencia electoral.
Józef Piłsudski, fundador de la Segunda República de Polonia, fue miembro y después líder del PPS a inicios del siglo XX.

## Historia
El PPS fue fundado en París, Francia, en 1892 (véase Gran Emigración). En 1893 el partido Socialdemocracia del Reino de Polonia y Lituania, (SDKPiL), se separó del PPS debido a que este era más nacionalista y luchaba por la independencia de Polonia, y el SDKiL era más revolucionario y comunista. En noviembre de 1892 las principales personalidades acordaron un programa político. El programa, muy progresista para la época de su creación, enfatizaba los siguientes puntos:
- Una República de Polonia independendiente basada en principios democráticos
- Derecho al voto universal directo
- Igualdad de derechos para todas las nacionalidades que viven en Polonia
- Igualdad de derechos para todos los ciudadanos, independientemente de su raza, nacionalidad, religión
- Libertad de prensa, expresión y reunión
- Impuestos progresivos
- Jornada laboral de 8 horas
- Salario mínimo
- Igualdad de salarios para hombres y mujeres
- Prohibición del trabajo infantil (hasta la edad de 14 años)
- Educación gratuita
- Apoyo social en caso de accidente en el lugar de trabajo

Después de la Revolución de 1905 en el Imperio ruso, la membresía del partido incrementó drásticamente de cientos de miembros activos a unos 60,000 miembros. Otra división en el partido ocurrió en 1906, con la facción revolucionaria seguidora de Józef Piłsudski, que apoyaba los ideales del nacionalismo y la independencia, y la facción de izquierda que se alió con la SDKPiL. Sin embargo, la facción revolucionaria predominó y volvió a ingresar en el PPS, mientras la facción de izquierda, en 1918 se fusionó con la SDKPiL para crear el Partido Comunista Polaco. En 1917-18 el partido participó en la Rada Central de Ucrania y el gobierno ucraniano.
Durante la Segunda República Polaca el PPS inicialmente apoyó a Piłsudski, incluyendo su golpe de Estado de 1926, pero después se pasó a la oposición a su autoritario régimen Sanacja ingresando al movimiento opositor centrolew (centro-izquierda); varios líderes y miembros del PPS fueron llevados a juicio y encarcelados en la infame prisión de Bereza Kartuska. El partido fue miembro de la Internacional Obrera y Socialista entre 1923 y 1940.
Durante la Segunda Guerra Mundial el partido apoyó la Resistencia polaca como el clandestino Partido Socialista Polaco-Libertad, Igualdad, Independencia (Polska Partia Socjalistyczna – Wolność, Równość, Niepodległość). En 1948 sufrió una división, en la que los comunistas aplicaron la táctica del salami para destruir cualquier oposición. Una facción, que incluía a Edward Osóbka-Morawski, buscaría unir fuerzas con el Partido Campesino Polaco y formar un frente unido contra los comunistas. Otra facción, liderada por Józef Cyrankiewicz, argumentaba que los socialistas debían apoyar a los comunistas, aunque se oponían a la imposición del estado unipartidista. Las hostilidades políticas preguerra continuaron influyendo en los acontecimientos y Stanisław Mikołajczyk, líder del Partido Campesino, no estuvo de acuerdo en formar un frente unido con los socialistas; los comunistas aprovecharían esas divisiones mediante la dimisión de Osóbka-Morawski y el nombramiento de Cyrankiewicz como Primer ministro.
En 1948 la facción de Cyrankiewicz se fusionó con el Partido Obrero Polaco (PPR) para formar el Partido Obrero Unificado Polaco (Polska Zjednoczona Partia Robotnicza; PZPR), el partido gobernante en la República Popular de Polonia; los miembros de la otra facción fueron parte del Gobierno polaco en el exilio, que tenía su sede en Londres, Reino Unido.
Un nuevo partido del mismo nombre, que continúa la tradición del PPS original, fue fundado por opositores de izquierda como Jan Józef Lipski en 1987. Aunque, el nuevo PPS existe como un grupo marginal dentro del panorama político de la Tercera República Polaca. Su principal órgano de propaganda fue el diario Robotnik (El Obrero) que existió entre 1894 y 1939.

## Personas notables que fueron miembros del PPS

### Presidentes y jefes de Estado
- Józef Piłsudski (exmiembro al momento de ejercer su cargo)
- Stanisław Wojciechowski (exmiembro)
- Ignacy Mościcki (exmiembro)
- Stanisław Ostrowski
- Franciszek Trąbalski

### Primeros ministros
- Ignacy Daszyński
- Jędrzej Moraczewski
- Janusz Jędrzejewicz (exmiembro)
- Walery Sławek (exmiembro)
- Tomasz Arciszewski
- Tadeusz Tomaszewski
- Antoni Pająk
- Alfred Urbański
- Edward Osóbka-Morawski (posteriormente comunista)
- Józef Cyrankiewicz (posteriormente comunista)

### Otras personas
- Jan Józef Lipski
- Bolesław Limanowski
- Adam Ciołkosz
- Lidia Ciołkosz (pl)
- Jerzy Czeszejko-Sochacki (posteriormente comunista)
- Norbert Barlicki
- Jan Kwapiński
- Herman Lieberman
- Stanisław Mendelson
- Stanisław Dubois
- Jan Mulak (pl)
- Mieczysław Niedziałkowski
- Antoni Pajdak (pl)
- Feliks Perl (pl)
- Zofia Praussowa
- Kazimierz Pużak
- Kazimierz Sosnkowski
- Czesław Świrski (pl)
- Leon Wasilewski
- Aleksandra Zagórska